# Lista de telenovelas bíblicas da Record
As telenovelas bíblicas da Record estão relacionadas nesta lista, que apresenta: data de início, data do final e quantidade de capítulos das telenovelas bíblicas dessa emissora. A Record foi fundada por Paulo Machado de Carvalho em 27 de setembro de 1953.

## História

### Década de 2010
Antes mesmo da retomada da teledramaturgia em 2004, a Record já havia produzido duas minisséries bíblicas: O Desafio de Elias, exibida em 1997, e A História de Ester, em 1998. Estas minisséries, ainda com investimentos baixos e produção deficiente, se destacaram por apresentar uma encenação em que os personagens interagiam com o público narrando os eventos da história, obtendo audiências razoáveis pra época.
Mais tarde, na década de 2010, a emissora revitalizou seu interesse em contar histórias bíblicas para o público. A primeira produção a ser filmada foi A História de Ester, uma minissérie curta de 10 capítulos, com um orçamento modesto, que recebeu críticas por sua produção, mas conquistou uma audiência satisfatória, especialmente pela atuação da protagonista, Ester, interpretada por Gabriela Durlo. Essa produção encorajou a Record a continuar investindo em novas produções inspiradas em passagens da Bíblia Sagrada.
Em 2011, a emissora lançou sua segunda minissérie bíblica, Sansão e Dalila, composta por 18 capítulos, que recebeu muitos elogios por sua trama e o elenco corrente da trama, como Fernando Pavão e Mel Lisboa, na pele dos protagonistas titulares. O interesse do público pelas produções bíblicas só aumentava, e chegou a vez de uma das maiores audiências da emissora, a superprodução Rei Davi, lançada em 2012. Essa minissérie, mais longa, com 30 capítulos, apresentou ação, romance e intrigas na medida certa, além de um texto cativante escrito por Vivian de Oliveira. O papel de Davi foi interpretado pelo experiente Leonardo Brício. Outros nomes que receberam grandes elogios da crítica foram Isaac Bardavid, conhecido dublador de Wolverine, que deu vida ao inesquecível profeta Samuel e também narrou as passagens da história bíblica. Além disso, Renata Dominguez foi muito elogiada em sua atuação como a protagonista Bate-Seba, e Gracindo Júnior na pele do cruel rei Saul.
A emissora consolidou seu sucesso no país com a aclamada minissérie José do Egito, que foi exibida em 38 capítulos; originalmente seriam apenas 28, mas devido ao grande sucesso ela foi estendida. Escrita por Vivian de Oliveira e dirigida por Alexandre Avancini, a produção se tornou um fenômeno de audiência e recebeu muitos elogios da crítica. Com um elenco de peso, José do Egito é considerada uma das melhores produções brasileiras do gênero épico. Ângelo Paes Leme deu vida ao protagonista José, enquanto Maytê Piragibe interpretou Asenate e Celso Frateschi deu vida a patriarca Jacó.
Após o sucesso de José do Egito, a emissora continuou sonhando em contar a história de Jesus e, para isso, exibiu em 2014 a aclamada série Milagres de Jesus. A série manteve um mistério ao longo de suas duas temporadas, escondendo o rosto de Jesus e quem o interpretava, que sempre aparecia virado para os personagens. Com 35 capítulos, cada episódio apresentava uma história única e nova, desvendando-se ao longo do episódio. A trama culminou com a crucificação e ressurreição de Jesus, finalmente revelando seu rosto, sendo o protagonista interpretado por Flávio Rocha.
Mas no dia 23 de março de 2015, a Record estreia a primeira novela bíblica do mundo: Os Dez Mandamentos. A trama acabou se transformando em um dos maiores sucessos da emissora, chegando a um resultado impressionante de 29 pontos e pico de 31 na Região Metropolitana de São Paulo no dia 10 de novembro de 2015, transmitindo a esperada cena de abertura do Mar Vermelho, assumindo a liderança isolada contra a TV Globo, que exibia o Jornal Nacional e a novela A Regra do Jogo. A trama recebeu três indicações no Seoul International Drama Awards de 2016 nas categorias de melhor novela, melhor diretor e melhor escritor. A trama também foi indicada ao Shorty Awards, o maior prêmio mundial de redes sociais na categoria televisão. A primeira temporada terminou no dia 23 de novembro de 2015, sendo um dos maiores êxitos da emissora. O sucesso de Os Dez Mandamentos foi tão grande que a Record produziu uma versão cinematográfica do mesmo, que até hoje está na lista de filmes brasileiros com mais de 5 milhões de espectadores, perdendo atualmente apenas para Minha mãe é uma peça 3 e Nada a perder. Em 2016, a Record estreou a segunda temporada da novela, mas não repetindo o mesmo sucesso da primeira, apesar de iniciar com excelentes índices de audiência.
Em 5 de julho de 2016, a Record estreia A Terra Prometida, que se tornou o segundo título bíblico, mantendo os números da sua antecessora. Após A Terra Prometida, a emissora estreou O Rico e Lázaro, mas diferente da duas antecessoras, a trama acabou não obtendo o mesmo sucesso das próprias, sofrendo com a queda de audiência e fechando com uma média geral de 10 pontos, índice bem abaixo do esperado para a época.
Após O Rico e Lázaro, o folhetim bíblico começou a sofrer com o desgaste, o que culminou com o fracasso de Apocalipse, sendo um dos únicos títulos bíblicos a se passar na era contemporânea. Além disso, Apocalipse também enfrentava uma crise em seus bastidores e somado aos baixos índices, a novela acabou sendo encurtada. Durante o período de 26 de junho e 9 de julho de 2018, a faixa de novelas foi temporariamente desativada com o adiamento de Jesus, sendo exibida a minissérie Lia. Em 24 de julho, a Record estreou Jesus, que recuperou boa parte do público perdido.
Em 23 de abril de 2019, estreou a macrossérie Jezabel, que chegou a ser tratada como telenovela pela longa quantidade de capítulos. No entanto, por conta das fortes cenas de violência exibidas na trama, Jezabel acabou derrubando os índices deixados por Jesus e fechou com a média de 7,4 pontos, superando Apocalipse e se transformando no folhetim bíblico menos assistido desde 2015.

### Década de 2020
Após vários adiamentos por conta no atraso das gravações devido aos impactos da pandemia de COVID-19 na televisão brasileira, em 19 de janeiro de 2021, a Record estreou Gênesis. Gênesis ficou marcada pela divisão de fases baseadas em cada capítulo da bíblia, além de registrar um dos maiores índices desde A Terra Prometida.
Logo após Gênesis foi exibido um compacto especial de 3 produções bíblicas, Gênesis, Os Dez Mandamentos e A Terra Prometida intitulada de A Bíblia.
Em 2022, a Record estreou Reis, inaugurando um novo formato de exibição, agora baseado em temporadas e passando a se denominar como série, apesar de ser uma telenovela.

## Telenovelas por ordem de exibição
| N° | Título              | Início                 | Término                | Temp.         | Cap.           | Horário     | Livro(s) Bíblico(s) em qual foi baseada | Autoria                                                | Diretor Geral                       | Ref.                        |
| -- | ------------------- | ---------------------- | ---------------------- | ------------- | -------------- | ----------- | --- | ------------------------------------------------------ | ----------------------------------- | --------------------------- |
| 01 | Os Dez Mandamentos‡ | 23 de março de 2015    | 4 de julho de 2016     | 2             | 242            | 20h30       | Exôdo, Levítico, Números e Deuteronômio | Vivian de Oliveira                                     | Alexandre Avancini                  | [ 22 ] [ 23 ]               |
| 02 | A Terra Prometida ‡ | 5 de julho de 2016     | 13 de março de 2017    | 1             | 179            | 20h30       | Livro de Josué | Renato Modesto                                         | Alexandre Avancini                  | [ 24 ] [ 25 ]               |
| 03 | O Rico e Lázaro ‡   | 13 de março de 2017    | 20 de novembro de 2017 | 1             | 181            | 20h45       | Livro de Jeremias, Livro de Daniel, Livro de Ezequiel; além de trechos de Cânticos dos Cânticos, Salmos, II Reis, Livro de Isaías, Livro de Esdras e Evangelho de Mateus | Paula Richard                                          | Edgard Miranda                      | [ 26 ] [ 27 ] [ 28 ]        |
| 04 | Apocalipse ‡        | 21 de novembro de 2017 | 25 de junho de 2018    | 1             | 155            | 20h45       | Livro de Apocalipse | Vivian de Oliveira                                     | Edson Spinello                      | [ 29 ]                      |
| 05 | Jesus ‡             | 24 de Julho de 2018    | 22 de abril de 2019    | 1             | 193            | 20h45       | Mateus, Marcos, Lucas e João | Paula Richard                                          | Edgard Miranda                      | [ 30 ] [ 31 ] [ 32 ] [ 33 ] |
| 06 | Jezabel ‡           | 23 de abril de 2019    | 12 de agosto de 2019   | 1             | 80             | 20h45       | Livro dos Reis | Cristianne Fridman                                     | Alexandre Avancini                  | [ 37 ] [ 38 ] [ 39 ]        |
| 07 | Gênesis ‡           | 19 de janeiro de 2021  | 22 de novembro de 2021 | 1             | 220            | 21h00       | Gênesis | Camilo Pellegrini, Raphaela Castro e Stephanie Ribeiro | Edgard Miranda                      | [ 40 ] [ 41 ]               |
| 08 | Reis ‡              | 22 de março de 2022    | Em exibição            | 13 (previsão) | 380 (previsão) | 21h00 22h30 | I e II Samuel, I e II Reis, I e II Crônicas, Salmos, Provérbios, Cântico dos Cânticos e Eclesiastes                                                                      | Raphaela Castro e Cristiane Cardoso                    | Juan Pablo Pires e Leonardo Miranda | [ 42 ] [ 43 ]               |
| 09 | Paulo, o Apóstolo   | 7 de julho de 2025     | Em exbição             | 10            | 50             | 21h00       | Atos dos Apóstolos e epístolas | Cristiane Cardoso                                      | Leonardo Miranda                    | [ 44 ]                      |

#### Reis[c]
| Temporada | Temporada      | Início                 | Término                | Cap.      | Horário | Autoria           | Diretor Geral    | Ref.   |
| --------- | -------------- | ---------------------- | ---------------------- | --------- | ------- | ----------------- | ---------------- | ------ |
| 1ª        | A Decepção     | 22 de março de 2022    | 22 de abril de 2022    | 24        | 21h00   | Raphaela Castro   | Juan Pablo Pires | [ 21 ] |
| 2ª        | A Ingratidão   | 25 de abril de 2022    | 6 de junho de 2022     | 31        | 21h00   | Raphaela Castro   | Leonardo Miranda | [ 45 ] |
| 3ª        | A Rejeição     | 10 de agosto de 2022   | 20 de setembro de 2022 | 30        | 21h00   | Raphaela Castro   | Leonardo Miranda | [ 46 ] |
| 4ª        | A Escolha      | 21 de setembro de 2022 | 12 de outubro de 2022  | 16        | 21h00   | Cristiane Cardoso | Leonardo Miranda | [ 47 ] |
| 5ª        | A Perseguição  | 13 de outubro de 2022  | 5 de dezembro de 2022  | 38        | 21h00   | Cristiane Cardoso | Leonardo Miranda | [ 48 ] |
| 6ª        | A Conquista    | 17 de abril de 2023    | 22 de maio de 2023     | 26        | 21h00   | Cristiane Cardoso | Leonardo Miranda | [ 49 ] |
| 7ª        | O Pecado       | 23 de maio de 2023     | 14 de julho de 2023    | 39        | 21h00   | Cristiane Cardoso | Leonardo Miranda | [ 50 ] |
| 8ª        | A Consequência | 17 de julho de 2023    | 29 de setembro de 2023 | 55        | 21h00   | Cristiane Cardoso | Leonardo Miranda | [ 51 ] |
| 9ª        | A Sucessão     | 02 de outubro de 2023  | 17 de novembro de 2023 | 35        | 21h00   | Cristiane Cardoso | Leonardo Miranda | [ 52 ] |
| 10ª       | A Decadência   | 22 de abril de 2024    | 20 de maio de 2024     | 21        | 21h00   | Cristiane Cardoso | Leonardo Miranda | [ 53 ] |
| 11ª       | A Divisão      | 21 de maio de 2024     | 14 de junho de 2024    | 19        | 21h00   | Cristiane Cardoso | Leonardo Miranda |        |
| 12ª       | A Emboscada    | A definir              | A definir              | A definir | 21h00   | Cristiane Cardoso | Leonardo Miranda |        |

‡ – Indica telenovela disponível na RecordPlus.

## Minisséries bíblicas
| N° | Título                | Início                 | Término                | Horário | Livro (s) Bíblico (s) em qual foi baseada | Cap. | Autoria            | Diretor            | Ref.          |
| -- | --------------------- | ---------------------- | ---------------------- | ------- | ----------------------------------------- | ---- | ------------------ | ------------------ | ------------- |
| 01 | O Desafio de Elias    | 22 de dezembro de 1997 | 26 de dezembro de 1997 | 20h15   | Livros dos Reis                           | 5    | Yves Dumont        | Luís Antônio Piá   | [ 54 ]        |
| 02 | A História de Ester   | 14 de dezembro de 1998 | 25 de dezembro de 1998 | 20h15   | Livro de Ester                            | 10   | Yves Dumont        | Luís Antônio Piá   | [ 55 ]        |
| 03 | A História de Ester ‡ | 13 de março de 2010    | 01 de abril de 2010    | 23h15   | Livro de Ester                            | 10   | Vivian de Oliveira | João Camargo       | [ 56 ] [ 57 ] |
| 04 | Sansão e Dalila ‡     | 4 de janeiro de 2011   | 2 de fevereiro de 2011 | 23h15   | Capítulo 13 a 16 do livro dos juizes      | 18   | Gustavo Reiz       | João Camargo       | [ 58 ]        |
| 05 | Rei Davi ‡            | 24 de janeiro de 2012  | 3 de maio de 2012      | 23h15   | Livros de Samuel e Primeiro Livro de Reis | 30   | Vivian de Oliveira | Edson Spinello     | [ 59 ]        |
| 06 | José do Egito ‡       | 30 de janeiro de 2013  | 9 de outubro de 2013   | 23h15   | Capítulo 37 a 50 do livro de genesis      | 38   | Vivian de Oliveira | Alexandre Avancini | [ 60 ]        |
| 07 | Lia ‡                 | 26 de junho de 2018    | 09 de julho de 2018    | 20h45   | Capítulo 25 a 37 do livro de genesis      | 10   | Paula Richard      | Juan Pablo Pires   | [ 61 ]        |
| 08 | Neemias               | 7 de abril de 2025     | 11 de abril de 2025    | 22h45   | Livro de Neemias                          | 5    | Cristiane Cardoso  | Felipe Cunha       | [ 62 ] [ 63 ] |
| 09 | A Vida de Jó          | 2025                   | 2025                   | 22h45   | Livro de Jó                               | 20   | Cristiane Cardoso  | Alexandre Avancini | [ 64 ]        |

‡ – Indica telenovela disponível na RecordPlus.

## Séries bíblicas
| N° | Título               | Início                | Término                 | Temp. | Ep. | Horário   | Livro (s) Bíblico (s) em qual foi baseada | Autoria           | Diretor Geral    | Ref.   |
| -- | -------------------- | --------------------- | ----------------------- | ----- | --- | --------- | ----------------------------------------- | ----------------- | ---------------- | ------ |
| 01 | Milagres de Jesus ‡  | 22 de janeiro de 2014 | 24 de fevereiro de 2015 | 2     | 35  | 21h45     | Mateus, Marcos, Lucas e João              | Renato Modesto    | João Camargo     |        |
| 01 | Milagres de Jesus ‡  | 22 de janeiro de 2014 | 24 de fevereiro de 2015 | 2     | 35  | 22h30     | Mateus, Marcos, Lucas e João              | Renato Modesto    | João Camargo     |        |
| 02 | A Rainha da Pérsia ‡ | 17 de junho de 2024   | 26 de julho de 2024     | 1     | 30  | 21h       | Ester                                     | Cristiane Cardoso | Leonardo Miranda | [ 65 ] |
| 03 | O Senhor e a Serva   | 2025                  | 2025                    | 1     | 10  | Á definir | —                                         | Cristiane Cardoso | Guga Sander      | [ 66 ] |

‡ – Indica série disponível na RecordPlus.

### Milagres de Jesus
A série Milagres de Jesus foi uma série de 2014 que contava sobre os milagres realizado por Jesus Cristo.

### Todas as Garotas em Mim
Todas As Garotas Em Mim foi uma série exibida em 2022, focada na vida de uma garota que relaciona os dramas da adolescência com acontecimentos bíblicos, mencionando as histórias de Dalila e Rute, mulheres da Bíblia.

### Até Onde Ela Vai
Até Onde Ela Vai é uma série contemporânea focada na vida de Bárbara, uma moça bem-sucedida, mas que acaba presenciando estranhas experiências paranormais desde a infância.

## Reprises

### Reprises da tarde
| N° | Novela Reprisada           | Estreia da Reprise     | Término da Reprise     | Estreia Original       | Final Original         | Capítulos da Reprise | Capítulos originais | Horário Reprisado | Horário Original | Autoria                                                 | Diretor Geral      | Audiência | Ref.                 |
| -- | -------------------------- | ---------------------- | ---------------------- | ---------------------- | ---------------------- | -------------------- | ------------------- | ----------------- | ---------------- | ------------------------------------------------------- | ------------------ | --------- | -------------------- |
| 01 | Os Dez Mandamentos         | 17 de outubro de 2022  | 02 de outubro de 2023  | 23 de março de 2015    | 4 de abril de 2016     | 250                  | 242                 | 15h30             | 20h30            | Vivian de Oliveira                                      | Alexandre Avancini | 5,6       | [ 71 ] [ 72 ] [ 73 ] |
| 02 | Gênesis: Especial de Natal | 24 de dezembro de 2022 | 24 de dezembro de 2022 | 19 de janeiro de 2021  | 23 de novembro de 2021 | 1                    | 220                 | 15h00 às 19h45    | 21h00            | Camillo Pellegrini, Stephanie Ribeiro e Raphaela Castro | Edgard Miranda     | 2.7       | [ 74 ]               |
| 03 | A Terra Prometida          | 2 de outubro de 2023   | 3 de junho de 2024     | 5 de julho de 2016     | 13 de março de 2017    | 176                  | 179                 | 15h30             | 20h30            | Renato Modesto                                          | Alexandre Avancini | 5,8       | [ 76 ] [ 77 ]        |
| 04 | Apocalipse                 | 27 de maio de 2024     | 21 de outubro de 2024  | 21 de novembro de 2017 | 25 de junho de 2018    | 105                  | 155                 | 15h30             | 20h30            | Vívian de Oliveira                                      | Edson Spinello     | 4,6       | [ 78 ]               |
| 05 | O Rico e Lázaro            | 14 de outubro de 2024  | Em exibição            | 13 de março de 2017    | 20 de novembro de 2017 | —                    | 181                 | 15h30             | 20h45            | Paula Richard                                           | Edgard Miranda     | —         | [ 79 ]               |

### Reprises noturnas
| N° | Novela reprisada                     | Estreia da reprise      | Término da reprise     | Estreia original       | Final original         | Capítulos da reprise | Capítulos originais | Horário reprisado | Horário original | Autoria                                                 | Diretor geral      | Audiência   | Ref.                 |
| -- | ------------------------------------ | ----------------------- | ---------------------- | ---------------------- | ---------------------- | -------------------- | ------------------- | ----------------- | ---------------- | ------------------------------------------------------- | ------------------ | ----------- | -------------------- |
| 01 | Os Dez Mandamentos                   | 25 de julho de 2017     | 24 de julho de 2018    | 23 de março de 2015    | 4 de abril de 2016     | 261                  | 242                 | 18h30 / 19h30     | 20h30            | Vivian de Oliveira                                      | Alexandre Avancini | 8.1         | [ 23 ]               |
| 02 | A Terra Prometida                    | 25 de julho de 2018     | 20 de maio de 2019     | 5 de julho de 2016     | 13 de março de 2017    | 210                  | 179                 | 19h45             | 20h30            | Renato Modesto                                          | Alexandre Avancini | 9.9         | [ 80 ]               |
| 03 | O Rico e Lázaro                      | 13 de agosto de 2019    | 13 de abril de 2020    | 13 de março de 2017    | 20 de novembro de 2017 | 173                  | 181                 | 20h30 / 21h30     | 20h30            | Paula Richard                                           | Edgard Miranda     | 6.5         | [ 81 ]               |
| 04 | Jesus                                | 14 de abril de 2020     | 26 de janeiro de 2021  | 24 de julho de 2018    | 22 de abril de 2019    | 202                  | 193                 | 21h30             | 20h30            | Paula Richard                                           | Edgard Miranda     | 6.4         | [ 82 ]               |
| 05 | Apocalipse - Edição Especial         | 21 de abril de 2020     | 21 de setembro de 2020 | 21 de novembro de 2017 | 25 de junho de 2020    | 110                  | 155                 | 20h45             | 20h30            | Vivian de Oliveira                                      | Edson Spinello     | 6.0         | [ 83 ]               |
| 06 | Jesus - A Série                      | 28 de março de 2022     | 16 de maio de 2015     | 24 de julho de 2018    | 22 de abril de 2019    | 35                   | 193                 | 21h45             | 20h30            | Paula Richard                                           | Edgard Miranda     | 6.5         | [ 84 ]               |
| 07 | Reis: A Decepção - Edição Especial   | 3 de agosto de 2022     | 4 de agosto de 2022    | 22 de março de 2022    | 22 de abril de 2022    | 2                    | 24                  | 21h00             | 21h00            | Raphaela Castro                                         | Juan Pablo Pires   |             | [ 85 ] [ 86 ] [ 87 ] |
| 08 | Reis: A Ingratidão - Edição Especial | 5 de agosto de 2022     | 9 de agosto de 2022    | 25 de abril de 2022    | 6 de junho de 2022     | 3                    | 31                  | 21h00             | 21h00            | Raphaela Castro                                         | Leonardo Miranda   |             | [ 85 ] [ 86 ] [ 87 ] |
| 09 | Jesus                                | 6 de dezembro de 2022   | 11 de setembro de 2023 | 24 de julho de 2018    | 22 de abril de 2019    | 200                  | 193                 | 21h00/21h45       | 20h45            | Paula Richard                                           | Edgard Miranda     | 6.5         | [ 89 ] [ 90 ] [ 91 ] |
| 10 | A História de Reis                   | 7 de janeiro de 2023    | 15 de abril de 2023    | 22 de março de 2022    | —                      | —                    | —                   | 21h00             | 21h00            | Cristiane Cardoso                                       | Leonardo Miranda   | —           | [ 92 ]               |
| 11 | Jezabel                              | 20 de novembro de 2023  | 15 de março de 2024    | 23 de abril de 2019    | 12 de agosto de 2019   | 85                   | 80                  | 21h00             | 20h45            | Cristianne Fridman                                      | Alexandre Avancini | 4.8         | [ 93 ]               |
| 12 | Gênesis                              | 19 de fevereiro de 2024 | 4 de abril de 2025     | 19 de janeiro de 2021  | 22 de novembro de 2021 | 286                  | 220                 | 21h00             | 21h45            | Camillo Pellegrini, Stephanie Ribeiro e Raphaela Castro | Edgard Miranda     | Em exibição |                      |
| 13 | Reis: A Sucessão - Edição Especial   | 18 de março de 2024     | 19 de abril de 2024    | 22 de março de 2022    | —                      | 25                   | —                   | 21h00             | 21h00            | Cristiane Cardoso                                       | Leonardo Miranda   | —           | [ 94 ]               |